# Знаменское (Северо-Казахстанская область)
Знаменское (каз. Знаменское) — село в Кызылжарском районе Северо-Казахстанской области Казахстана. Административный центр Светлопольского сельского округа. Код КАТО — 595065100.

## Население
В 1999 году население села составляло 1053 человека (493 мужчины и 560 женщин). По данным переписи 2009 года, в селе проживало 948 человек (446 мужчин и 502 женщины).